# Pichidangui
Pichidangui är en ort i Chile.   Den ligger i regionen Región de Valparaíso, i den centrala delen av landet, 170 km nordväst om huvudstaden Santiago de Chile. Pichidangui ligger 32 meter över havet och antalet invånare är 900.
Terrängen runt Pichidangui är huvudsakligen kuperad, men den allra närmaste omgivningen är platt. Havet är nära Pichidangui åt nordväst. Runt Pichidangui är det ganska glesbefolkat, med 23 invånare per kvadratkilometer.. Det finns inga andra samhällen i närheten.
Omgivningarna runt Pichidangui är i huvudsak ett öppet busklandskap.